# Palaemon gravieri
Palaemon gravieri is een garnalensoort uit de familie van de Palaemonidae. De wetenschappelijke naam van de soort is voor het eerst geldig gepubliceerd in 1930 door Yu.